# Račiněves
Račiněves är en ort i Tjeckien. Den ligger i regionen Ústí nad Labem, i den centrala delen av landet, 30 km norr om huvudstaden Prag. Račiněves ligger 225 meter över havet och antalet invånare är 442.
Terrängen runt Račiněves är platt.Runt Račiněves är det ganska tätbefolkat, med 60 invånare per kvadratkilometer. Närmaste större samhälle är Roudnice nad Labem, 6,5 km nordost om Račiněves. Trakten runt Račiněves består till största delen av jordbruksmark.